# سفيان كادوم
سفيان كادوم هو لاعب كرة قدم مغربي من مواليد 28 يوليو 1998 بمدينة الدار البيضاء، يشغل مركز وسط ميدان بنادي اتحاد طنجة

## ألقابه
منتخب المغرب لكرة القدم للمحليين
- كأس العرب لكرة القدم
  - اللقب سنة 2012

| السنة | النادي                | اللقب         |
| ----- | --------------------- | ------------- |
| 2013  | الدفاع الحسني الجديدي | بطل كأس العرش |

## روابط خارجية
- سفيان كادوم على موقع قاعدة بيانات كرة القدم.إي يو (الإنجليزية)
- سفيان كادوم على موقع ناشيونال فوتبول تيمز (الإنجليزية)